# Náboženská obec Církve československé husitské v Lužné

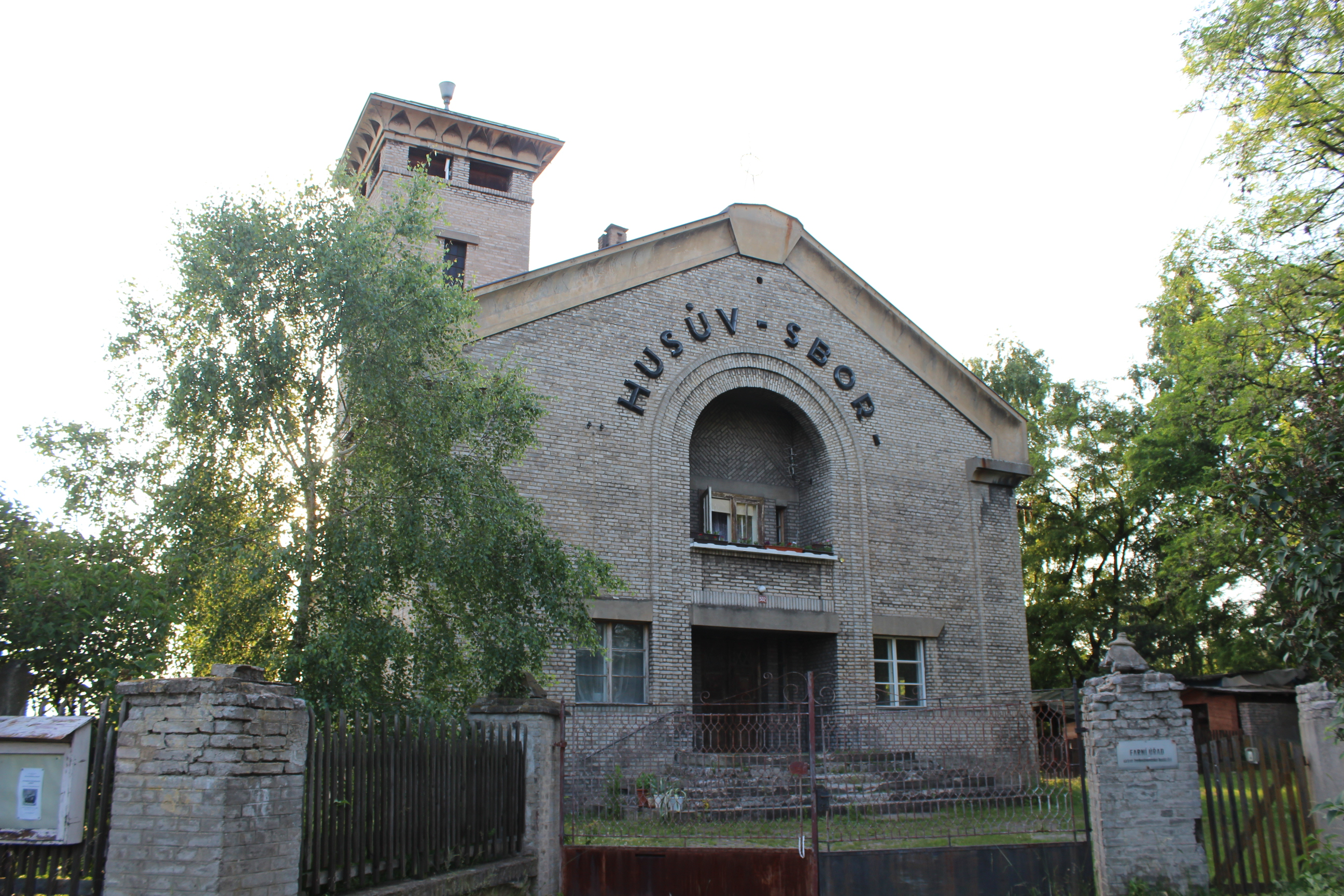
Husův sbor v Lužné

Náboženská obec Církve československé husitské (CČSH) v Lužné (původně Náboženská obec Církve československé v Lišanech) byla po svém založení v roce 1921 nejpočetnějším a nejaktivnějším sborem v okrese Rakovník. Jako jediný sbor postavila pro své náboženské aktivity ve 20. letech 20. století vlastní bohoslužebný prostor – Husův sbor.

## Církev československá (CČS)
Církev československá se ustavila brzy po vzniku Československé republiky v roce 1918, vyhlášena byla 8. ledna 1920 na schůzi Klubu reformních kněží v Praze.
Krátkodobě pro budoucí svatostánky této církve byl používán výraz modlitebna přejatý z evangelického názvosloví. Výsledně pro označení společenství věřících Církve československé i staveb pro jejich shromáždění byl vybrán termín sbor.
Od roku 1971 změnila církev svůj název na Církev československá husitská (CČSH).
Československá církev se po svém vzniku snažila (i za použití násilí) zabírat římskokatolické kostely, což ale nebylo legální. Snažila se tedy na řadě míst o adaptaci světských objektů, protože na stavbu nových objektů nebyl dostatek finančních zdrojů. Výstavba a otevření nových sakrálních stánků, které se architektonicky diametrálně lišily od dominant většiny obcí, jimiž byly katolické kostely a kaple, bylo jedním z předpokladů zviditelnění nové církve a zvyšování počtu jejích členů.

## Postavení Církve československé na Rakovnicku
Na Rakovnicku nová církev brzy po svém založení byla nejsilnějším křesťanským společenstvím, pomohla i k ovlivnění kulturního obrazu regionu.
V obcích tehdejšího okresu rakovnického vznikly silné náboženské obce CČS kromě Lišan také v Kněževsi, Roztokách a Panoším Újezdu. Kromě Husova sboru v Lužné (až do roku 1960 patřil pozemek katastrálně obci Lišany) nikde k podobné stavbě v okrese nedošlo. Pouze nákladem obce Hostokryje byla postavena Kaple Jeronýma Pražského na základech zbořené kaple.

## Lišanský kněz Karel Hlaváček
Lišany se nijak konfesně nelišily od dalších obcí v okrese, většina obyvatel obce byla formálně římskými katolíky. V obci působil od roku 1908 katolický kněz Josef Hlaváček, který si svým vystupováním získal úctu a vážnost občanů i nábožensky zcela vlažných. Sympatie k němu nesnižovala ani skutečnost, že měl nemanželského syna s kuchařkou, která i s dítětem bydlila také na faře. O legitimizaci otcovství se snažil trvale řadu let, což nepochybně přispělo i k jeho postoji k novému reformnímu hnutí po vzniku republiky. Nebyl to zdaleka ale důvod jediný, i když obyvatelé tyto jeho sympatie považovali jen za jeho soukromou věc. Snažil se o změnu smýšlení místních obyvatel, jedním z momentů bylo i jeho vystoupení na Husových oslavách v červenci 1919. O Vánocích 1919 Hlaváček začal liturgii sloužit česky, což u mnohých obyvatel přispělo k prohloubení jejich religiozity.
Hlaváček do nově ustavené Církve československé okamžitě vstoupil, i když to pro něho přinášelo hmotné nesnáze. Ještě v lednu 1920 uzavřel církevní i civilní občanský sňatek a začal uvažovat o odchodu do světských služeb. Současně ale také zahájil agitaci pro CČS a začal získávat mezi občany stoupence; do června 1920 se k nové církvi přihlásilo 300 obyvatel obce Lišany.
Římskokatolická hierarchie Hlaváčka hned z funkce neodvolala, doufala, že svůj sňatek zruší a také neměla nikoho, kdo by ho v obci mohl nahradit. Plat mu byl zastaven až v listopadu 1920.
Od začátku školního roku 1920/1921 Hlaváček vyučoval v Rakovníku na Veřejné dvouleté škole obchodní zeměpis, což mu kromě hmotného zabezpečení přineslo kontakty s rakovnickými občany i laickými představiteli CČS. Rada starších v Rakovníku mu organizovala propagační cesty po obcích okresu a i tím jeho popularita rychle vzrůstala, byl vnímán jako „lidový kněz“ znalý komunikace s věřícími. Stal se i symbolem nového křesťanského společenství.

## Církev československá v Lišanech
V Lišanech byla díky charizmatické osobě Karla Hlaváčka brzy nejsilnější obec CČS na Rakovnicku. V lednu 1921 se zde ustavila rada starších působící v širším okolí včetně relativně vzdáleného Novostrašecka.
K bohoslužbám CČS byl v Lišanech stále využíván místní římskokatolický kostel, Hlaváček také dále bydlil s rodinou na faře, oboje způsobovalo trvalé spory. Situace se postupně vyhrocovala, i když obyvatelé obce Lišany argumentovali tím, že kostel byl postaven z prostředků věřících obyvatel a jen ti mohou o jeho dalším využívání a osudu rozhodovat. Katolická církev nakonec rezignovala a spoluužívání katolického kostela a fary Církví československou prodloužila.
Lišanská náboženská obec CČS po státním schválení uspořádala 23. září 1923 valnou hromadu, která mj. potvrdila Hlaváčka ve funkci duchovního správce. Soudní spor o církevní budovu mezi římskokatolickou církví a CČS dále trval s negativním výsledkem, proto se brzy začalo uvažovat o stavbě vlastního bohoslužebného prostoru i s bytem pro uchovního.

## Stavba Husova sboru
Na podzim roku 1923 bylo rozhodnuto nedostatek finančních prostředků na nákup pozemku vyřešit zaplacením členských příspěvků věřícími na několik let dopředu. Koupě jen z prostředků věřících nebyla ale reálná, finance na nákup pozemku poskytl jednatel lišanské rady starších Jan Mařík a současně rada starších požádala o poskytnutí dotace. Zakoupený pozemek byl vybrán poblíž železniční zastávky Lužná – Lišany, aby budoucí stavba mohla sloužit věřícím obou obcí. Rada starších předložila žádost na poskytnutí dotace také ústředí CČS a současně požádala o půjčku rakovnickou spořitelnu. Stavba byla zahájena počátkem roku 1925 a i s pomocí věřících z mnoha obcí byla do Vánoc dokončena a vánoční bohoslužby se konaly již v novém sboru.
Slavnostní otevření Husova sboru 6. června 1926 bylo velkou církevní akcí na Rakovnicku.

## Současnost
Husův sbor v Lužné je využíván trvale Církví československou husitskou k pravidelným shromážděním a vytváří svoje společenství. V budově se konají i další kulturní akce (přednášky, výstavy).